# 喃加巴藏卜
喃加巴藏卜（藏語：རྣམ་རྒྱལ་དཔལ་བཟང་པོ་，威利转写：rnam-rgyal dpal-bzang-po，？—？）藏族，藏传佛教萨迦派高僧，元朝帝师。

## 生平
《明实录》载，洪武五年十二月庚子（1373年1月21日），“乌思藏摄帝师喃加巴藏卜等遣使来贡方物”，可知其曾为元顺帝的帝师。《釋鑑稽古略續集》卷二载：“癸丑，洪武六年……詔以故元釋帝師喃迦巴藏卜为炽盛佛宝国师，自是，蕃僧有封为灌顶国师及赞善王、阐化王、正觉大乘法王、如来大宝法王者。”《明史》载：“洪武初，太祖惩唐世吐蕃之乱，思制御之。惟因其俗尚，用僧徒化导为善，乃遣使广行招谕。又遣陕西行省员外郎许允德使其地，令举元故官赴京授职。于是乌斯藏摄帝师喃加巴藏卜先遣使朝贡。五年十二月至京。帝喜，赐红绮禅衣及鞋帽钱物。明年二月躬自入朝，上所举故官六十人。帝悉授以职，改摄帝师为炽盛佛宝国师，仍锡玉印及彩币表里各二十。玉人制印成，帝眎玉未美，令更制，其崇敬如此。暨辞还，命河州卫遣官赍敕偕行，招谕诸番之未附者。”又载：答力麻八剌“（洪武）十四年（1381年）复贡。其时喃迦巴藏卜已卒。”
据藏族学者扎庆仁西考证，这位帝师在藏文史籍中尚未查到，若按其卒年及事迹，可能是上一任帝师喇钦索南洛追之弟、白兰王扎巴坚赞。《萨迦世系史》则称扎巴坚赞之子南色坚赞（1360年－1408年）准备出家时，被元顺帝赐给与其太子同等的官职，封为热孜王。但是元朝灭亡（1368年）时，南色坚赞年仅八岁，如被封为帝师，由其父代摄也有可能。这仅为一种推测。喃迦巴藏卜也有可能是他们父子之外的另一人。